# Proleșa, Sofia
Proleșa (în bulgară Пролеша) este un sat în comuna Bojuriște, regiunea Sofia,  Bulgaria. 

## Demografie
Componența etnică a satului Proleșa
     Bulgari (96,6%)
     Nicio identificare (2,21%)
     Altele (1,17%)
La recensământul din 2011, populația satului Proleșa era de 678 locuitori. Din punct de vedere etnic, majoritatea locuitorilor (96,6%) erau bulgari. Pentru 2,21% din locuitori nu este cunoscută apartenența etnică.